# 벨 자
벨 자(Bell Jar)는 미국 작가이자 시인인 실비아 플래스가 쓴 유일한 소설이다. 원래 1963년에 "Victoria Lucas"라는 가명으로 출판된 이 소설은 장소와 사람의 이름이 변경된 반 자전적 소설이다. 이 책은 주인공의 정신 질환이 플라스 자신의 경험과 임상적 우울증이나 양극성 장애 2차 장애 일 수 있는 경험과 유사하기 때문에 종종 로망 아 클레 로 간주된다. 플래스는 영국에서 출판된 지 한 달 만에 자살로 사망했다. 이 소설은 1967년 처음 플래스의 이름으로 출판되었으며 남편 테드 휴스와 그녀의 어머니의 뜻에 따라 1971년까지 미국에서 출판되지 않았다. 소설은 거의 12개 언어로 번역되었다.

## 줄거리
1953년, 보스턴 교외에서 온 19세의 대학생 에스더 그린우드는 뉴욕의 소설 레이디스 데이 잡지에서 여름 인턴십을 받았다. 인턴쉽 기간 동안 에스더는 프로그램 내의 동료들이 좋아하는 것처럼 보이는 일, 패션, 대도시 생활방식에 자극받거나 흥분되지 않는다. 그녀는 불안과 방향감각을 제외한 어떤 것도 느끼려고 애쓰는 자신을 발견한다. 에스더는 또 다른 인턴 도린의 재치있는 비아냥거림과 모험심을 높이 평가하지만, 구식이고 순진한 젊은 여성 벳시의 경건함과도 동일시한다. 에스더는 필로미나 기니에 후원자가 있는데, 여성 소설 작가였던 그는 노동자 계급 출신의 에스더가 대학에 입학할 수 있도록 장학금을 지원하고 있다.
에스더는 잡지의 직원이 던진 점심에서 인턴들에게 집단으로 음식을 먹이는 것으로 시작하여 인턴쉽 기간 동안 일어나는 몇몇 혈청적인 사건들을 자세히 묘사하고 있다. 그녀는 다소 진지하게 사귀고 자신을 사실상의 약혼자라고 생각하는 남자친구 버디를 회상한다. 에스더의 내적 독백은 죽음과 폭력에 대한 사색에 머물러 있는 경우가 많다. 인턴이 끝나기 직전, 그녀는 도린과 함께 컨트리 클럽 파티에 참석하여 자신을 거칠게 대하고 성폭행을 가하는 남자와 셋업한 뒤 그의 코를 부러뜨리고 떠난다. 그날 밤, 호텔로 돌아온 후, 그녀는 충동적으로 그녀의 최신 유행의 재능 있는 옷을 지붕에서 내던진다.
에스더는 미망인 어머니와 함께 살고 있는 매사추세츠 집으로 돌아간다. 그녀는 세계적으로 유명한 작가가 가르치는 글쓰기 과정인 매사추세츠로 돌아가면 또 다른 학문적 기회를 얻기를 바라고 있었지만, 돌아오는 길에 어머니로부터 그 과정에 합격하지 못했다는 말을 듣고는 계획이 좌절되었다. 그녀는 소설을 쓰기에 충분한 삶의 경험이 부족하다고 느끼지만, 잠재적으로 여름을 보내기로 결심한다. 그녀는 학교를 떠나면 자신의 삶을 어떻게 살아야 할지 확신이 없고, 그녀에게 주어진 선택들(모성애, 에스더의 이웃인 도도 콘웨이, 또는 속기술과 같은 전형적인 여성 직업) 중 어느 것도 그녀에게 어필하지 않다. 에스더는 점점 우울해지고 잠이 오지 않는 자신을 발견한다. 그녀의 어머니는 그녀에게 정신과 의사인 고든 박사를 만나보라고 지시하는데, 고든 박사는 에스더가 매력적이고 그녀의 말을 듣지 않는 것 같다고 불신한다. 그는 전기충격요법을 처방했고, 그 후 그녀는 어머니에게 다시는 돌아가지 않겠다고 말한다.
ECT는 효과가 없고 에스더는 정신 상태가 악화된다. 그녀는 진지한 시도를 하기 전에 멀리 바다로 헤엄쳐 가는 것을 포함하여 몇 번의 반신반의한 자살 시도를 한다. 에스더는 지하실의 잘 숨겨져 있는 구멍으로 기어들어가 불면증으로 처방받은 수면제를 삼킨다. 신문들은 그녀의 납치와 죽음을 추정하지만, 그녀는 불확실한 시간이 흐른 후 그녀의 집 아래에서 살아서 발견되었다. 그녀는 대학 후원자인 필로미나 기니가 엘리트 치료 센터에서 여성 치료사인 놀런 박사를 만날 때까지 여러 정신병원으로 보내진다. 에스더는 정기적인 심리치료와 함께 막대한 양의 인슐린을 투여받아 '반응'(당시 흔히 볼 수 있는, 그리고 반증된)을 만들어내고 다시 충격치료를 받게 되는데 놀런 박사가 이를 제대로 투여하도록 한다. 그곳에 있는 동안, 그녀는 자신의 우울증을 종아리 밑에 갇혀 숨쉬기 위해 몸부림치는 느낌이라고 묘사한다. 결국 에스더는 ECT가 일종의 항우울제 효과를 가지고 있다는 점에서 유익하다고 묘사했다. 그곳에 있는 동안, 그녀는 또한 버디와 사귀었던 조안 길링과 다시 친해진다. 에스더와 조안이 입원한 사이 조안은 돌연 자살한다. 소설은 조안이 동성애자이며 에스더에게 끌리거나 관심을 갖는다는 의미를 무겁게 내포하고 있다.
에스더는 놀란 박사에게 남자가 가진 자유를 얼마나 부러워하는지, 여자로서 임신에 대해 어떻게 고민하는지 들려준다. 놀런 박사는 그녀를 횡경막 수술에 적합한 의사라고 한다. 에스더는 이제 성의 결과에 대한 두려움으로부터 해방감을 느낀다; 잘못된 남자와 결혼해야 한다는 이전의 압박감으로부터 해방감을 느낀다. 놀런 박사 밑에서 에스더는 발전한다. 첫 성관계, 그 결과 입원, 조안의 자살 등 다양한 의미 있는 사건들이 그녀에게 새로운 시각을 제공한다. 에스더는 소설 말미, 버디가 조안과 에스더 둘 다와 사귀는 것을 볼 때, 그녀에 대한 뭔가가 여자를 미치게 한 것이 아니냐고 묻기 위해 그녀를 찾아온다. 버디는 나중에 에스더가 병원에 입원한 이상 누가 에스더와 결혼할지 큰 소리로 고민한다. 에스더는 마음이 놓인다.
소설은 에스더가 병원을 떠나 학교로 돌아갈 수 있을지 여부를 결정할 그녀의 의사들과 함께 회의에 들어가는 것으로 끝난다.
소설의 시작 무렵 에스더가 나중에 아이를 낳는다는 이야기가 나온다.